# Edmond Sergent
Edmond Sergent, né le 23 mars 1876 à Philippeville (Algérie) et mort le 20 août 1969 à Andilly (Val-d'Oise), est un médecin parasitologue français, membre de l'Institut Pasteur. Il est connu pour ses travaux sur le paludisme en Algérie, et ses nombreuses publications et recherches, notamment sur le rôle du pou comme vecteur de fièvre récurrente. Ses travaux sont souvent faits en collaboration avec son frère Étienne Sergent.

## Biographie
Edmond Sergent est né à Philippeville, aujourd'hui Skikda, en Algérie. Il fait ses études médicales à la Faculté d'Alger, Il est interne des hôpitaux d'Alger en 1896.
Voulant s'orienter vers la recherche, Edmond Sergent demande alors à Louis Pasteur une ligne de conduite. Celui-ci lui répond par une courte phrase de Bossuet : « Le plus grand dérèglement de l'esprit, c'est de croire les choses parce qu'on veut qu'elle soit. »
En 1899, il se perfectionne à Paris dans le laboratoire d'Émile Roux de l'Institut Pasteur.
L'un des premiers défis en Algérie est le paludisme qui sévit de façon endémique. Edmond Sergent rapporte des propos qu'il a échangé avec Émile Roux un soir le février 1900, marchant dans les rues de Paris : « Quelle magnifique perspective s'ouvrirait pour la défense contre les fièvres de mon pays natal, l'Algérie, tellement éprouvé par le paludisme, si la découverte de Ross était avérée. » Émile Roux lui répond : « Allez le vérifier sur place. »
De retour en Algérie, il est chargé d'une mission permanente à Alger, où il inaugure un Institut Pasteur dont il devient le directeur en 1912. Son temps se partage entre ses travaux à Alger et ses études de protozoologie sous la direction de Félix Mesnil et d'entomologie sous celle de Louis Eugène Bouvier.
Il acquiert une grande notoriété pour ses travaux sur le paludisme, ce qui lui vaut d'être choisi en 1916 par le Ministère de la Guerre pour combattre le paludisme qui frappait l'armée française d'Orient.
Dans la deuxième partie de sa carrière, il joint à ses travaux sur le paludisme, de nombreuses recherches et activités dans de nombreux domaines de pathologie humaine, animale et végétale.
Il prend sa retraite à Andilly dans le Val d'Oise et meurt en 1969.
Edmond Sergent était doté d'une forte personnalité, parfois contestée par ses contemporains. Passionné par son Algérie natale, il avait un fort esprit de famille, en étant souvent aidé par son frère Étienne Sergent en faisant tous deux une même carrière conjointe. Son talent artistique s'exprime dans de nombreuses photographies et dessins réalisés en Algérie au cours de ses travaux.

## Travaux
De 1900 à 1910, il effectue des recherches sur le paludisme dans le marais algérien, en élaborant des méthodes préventives d'assainissement. Son application pratique est retardée par la première Guerre Mondiale et les lenteurs administratives.
À partir de 1927, en collaboration avec son frère Étienne, il applique ses méthodes dans une zone de 360 hectares du marais de Ouled Mendil, qui faisait partie des marécages de Boufarik.
Parallèlement à ces travaux sur le paludisme, ses autres recherches portent principalement  sur le rôle du pou de corps pour Borrelia recurrentis sur la fièvre récurrente (1907-1908), et le rôle des phlébotomes dans la transmission de la leishmaniose cutanée (1904-1921).
Ses découvertes concernent aussi des maladies vétérinaires comme le cycle de la trypanosome du dromadaire, maladie dite « debab » (1902) ; la transmission du paludisme du pigeon par Lynchia maura, une mouche hippoboscidæ (1906-1919) ; la transmission par les tiques de la babésiose bovine.
De même pour des maladies végétales comme le rôle de la drosophile dans la dissémination de la levurose du raisin ; et l'identification de l'agent du « baïoudh », une maladie du palmier-dattier.

## Publications
- Les Travaux scientifiques de l'Institut Pasteur en Algérie de 1900 à 1962, Edmond Sergent, Presses universitaires de France, Paris, 1964.
- Histoire d'un marais algérien, Edmond Sergent et Étienne Sergent, éd. Institut Pasteur d'Algérie, Alger, 1947.
- La Médecine française en Algérie, Edmond Sergent, éd. Institut Pasteur d'Algérie, Alger, 1957.

## Honneurs et distinctions
- Grand officier de la Légion d'Honneur.
- Croix de guerre 1914-1918.
- membre de l'Académie des sciences.
- membre de l'Académie de médecine.
- membre de l'Académie d'agriculture.
- Médaille Mary Kingsley de l'École de médecine tropicale de Liverpool (1920).
- Médaille d'or de la Société de pathologie exotique (1929).
- Médaille René Caillié de la Société de géographie (1930).
- Manson Medal de la Royal Society of Tropical Medicine and Hygiene (1962).